# Les Meules

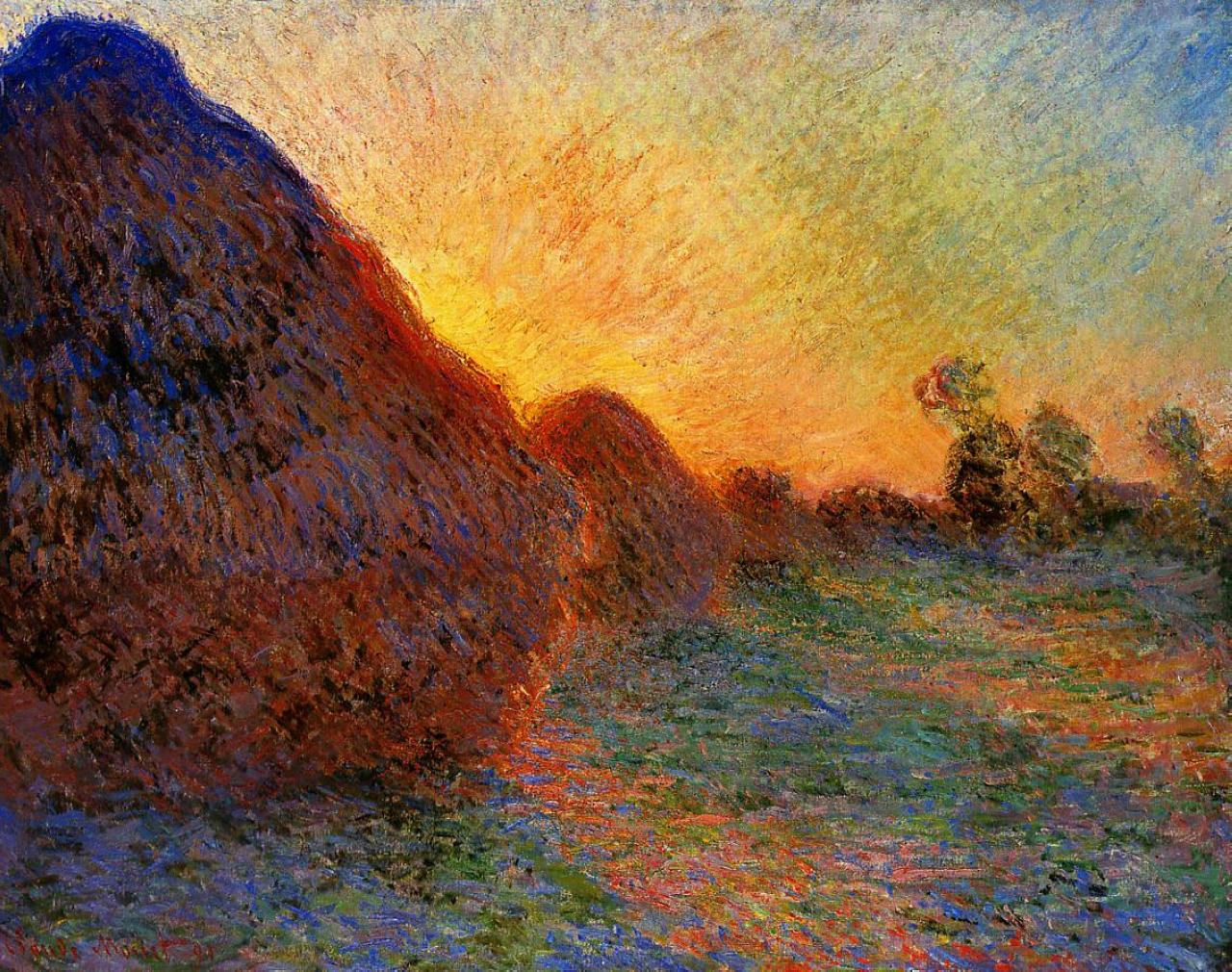
Sammlung Hasso Plattner, Museum Barberini, Potsdam, (W 1273)

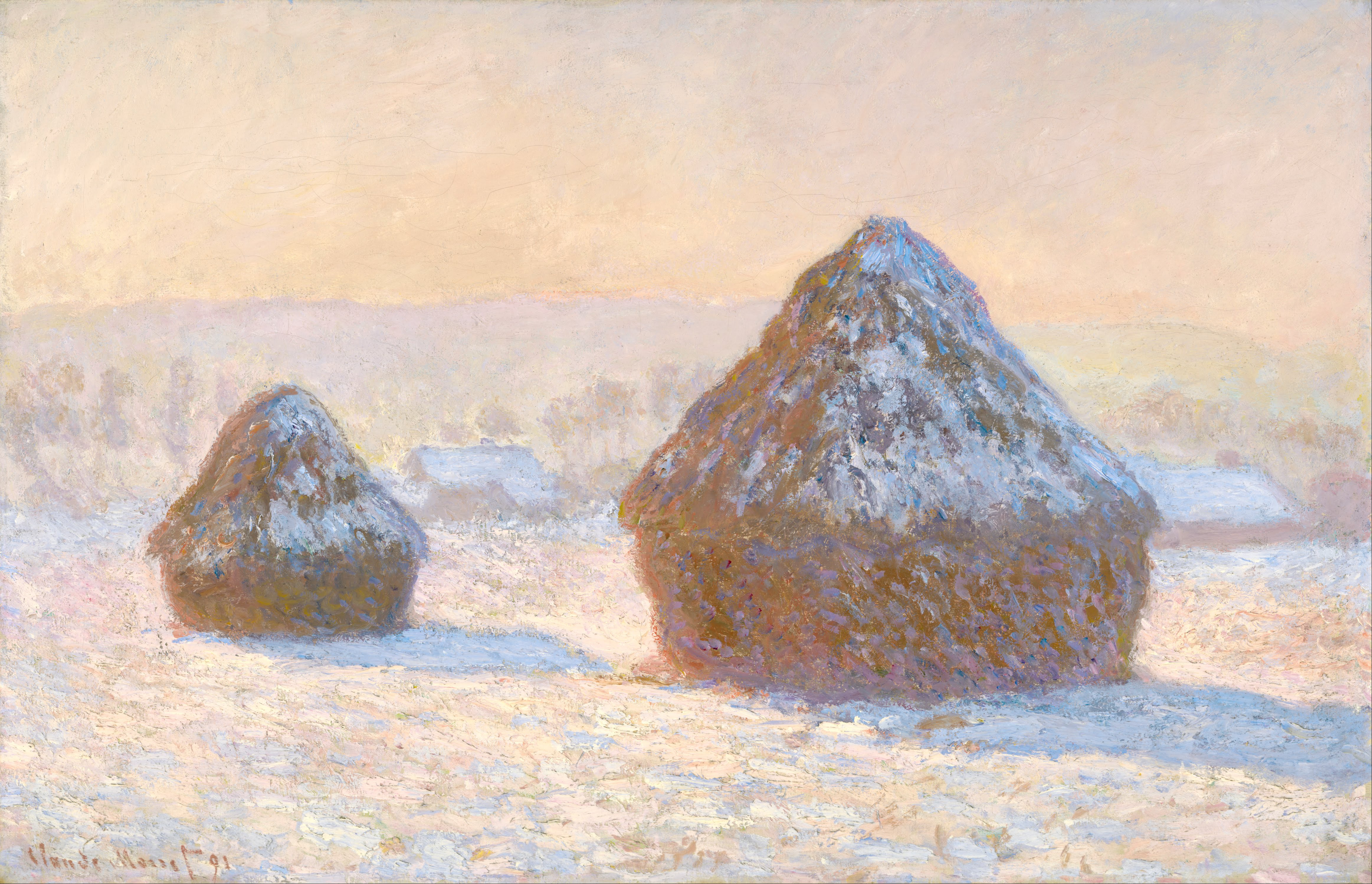
J. Paul Getty Museum, Los Angeles, (W 1276)

Les Meules (deutsch Die Getreideschober, Heuschober) bezeichnet eine Serie von Bildern des Impressionisten Claude Monet, die von 1888/89 bis 1891 entstanden sind. Motiv sind die auf den Feldern neben Monets Grundstück in Giverny aufgerichteten temporären Getreideschober, die aus gebündelten Getreidegarben bestehen und mit Heu abgedeckt sind. Sie sind zu unterschiedlichen Tages- und Jahreszeiten und aus wechselnden Perspektiven dargestellt.
Bilder aus dieser Serie erreichen auf Auktionen Spitzenpreise, zuletzt im Mai 2019, als Meules (1890) (Wildenstein-Werk-Nr. W 1273) zu einem Preis von 110,7 Millionen Dollar versteigert wurde, der bisher höchste in einer Auktion erreichte Preis für einen Monet und für ein impressionistisches Gemälde überhaupt. Dieses Gemälde (W 1273) wurde am 23. Oktober 2022 mit Kartoffelbrei beworfen, aber nicht beschädigt.

## Liste der Gemälde
Die nachfolgenden Informationen einschließlich der deutschen Werktitel beruhen auf den Angaben im Werkverzeichnis von Daniel Wildenstein von 1996.
| Bild | Titel                                             | Jahr | Wildenstein- Werk-Nr. | Sammlung                                             |
| ---- | ------------------------------------------------- | ---- | --------------------- | ---------------------------------------------------- |
|      | Getreideschober in Giverny bei Sonnenuntergang    | 1888 | W 1213                | Museum für moderne Kunst (Saitama), Saitama          |
|      | Getreideschober, Giverny, am Vormittag            | 1889 | W 1214                | Privatbesitz                                         |
|      | Getreideschober mit Raureif                       | 1889 | W 1215                | Hill-Stead Museum, Farmington (Connecticut)          |
|      | Getreideschober in Giverny                        | 1889 | W 1216                | Tel Aviv Museum of Art, Tel Aviv                     |
|      | Getreideschober im Winternebel                    | 1889 | W 1217                | Privatbesitz                                         |
|      | Getreideschober an einem Winterabend              | 1889 | W 1217a               | 1906 in San Francisco verbrannt                      |
|      | Getreideschober an einem Spätsommermorgen         | 1890 | W 1266                | Musée d’Orsay, Paris                                 |
|      | Getreideschober im vollen Sonnenlicht             | 1890 | W 1267                | Hill-Stead Museum, Farmington (Connecticut)          |
|      | Getreideschober in der Morgensonne                | 1890 | W 1268                | Privatbesitz                                         |
|      | Getreideschober an einem Spätsommerabend          | 1890 | W 1269                | Art Institute of Chicago, Chicago                    |
|      | Zwei Getreideschober an einem Herbstabend         | 1890 | W 1270                | Art Institute of Chicago, Chicago                    |
|      | Getreideschober in der Mittagssonne               | 1890 | W 1271                | National Gallery of Australia, Canberra              |
|      | Getreideschober in den letzten Sonnenstrahlen     | 1890 | W 1272                |                                                      |
|      | Getreideschober                                   | 1891 | W 1273                | Sammlung Hasso Plattner im Museum Barberini, Potsdam |
|      | Getreideschober im Schnee                         | 1891 | W 1274                | Shelburne Museum, Shelburne (Vermont)                |
|      | Getreideschober im Winter                         | 1891 | W 1275                | Privatbesitz                                         |
|      | Verschneite Getreideschober am Morgen             | 1891 | W 1276                | J. Paul Getty Museum, Los Angeles                    |
|      | Getreideschober bei Raureif                       | 1891 | W 1277                | National Gallery of Scotland, Edinburgh              |
|      | Verschneite Getreideschober bei Sonnenuntergang   | 1891 | W 1278                | Art Institute of Chicago, Chicago                    |
|      | Getreideschober im Winter                         | 1891 | W 1279                | Metropolitan Museum of Art, New York City            |
|      | Verschneiter Getreideschober am Morgen            | 1891 | W 1280                | Museum of Fine Arts, Boston, Boston                  |
|      | Verschneiter Getreideschober bei bedecktem Himmel | 1890 | W 1281                | Art Institute of Chicago, Chicago                    |
|      | Getreideschober bei Sonnenuntergang im Winter     | 1891 | W 1282                | Privatbesitz                                         |
|      | Getreideschober                                   | 1891 | W 1283                | Art Institute of Chicago, Chicago                    |
|      | Getreideschober bei Tauwetter und Sonnenuntergang | 1891 | W 1284                | Art Institute of Chicago, Chicago                    |
|      | Getreideschober                                   | 1891 | W 1285                | Privatbesitz                                         |
|      | Getreideschober, Sonne und Nebel                  | 1891 | W 1286                | Minneapolis Institute of Arts, Minneapolis           |
|      | Verschneiter Getreideschober in der Sonne         | 1891 | W 1287                | Sammlung Hasso Plattner im Museum Barberini, Potsdam |
|      | Getreideschober in der Sonne                      | 1891 | W 1288                | Kunsthaus Zürich, Zürich                             |
|      | Getreideschober bei Sonnenuntergang               | 1891 | W 1289                | Museum of Fine Arts, Boston, Boston                  |
|      | Getreideschober                                   | 1891 | W 1290                | Privatbesitz                                         |